# Nemesis Divina
Nemesis Divina es el tercer álbum de estudio de la banda noruega de black metal Satyricon. Este álbum contiene la canción preferida por los fanes "Mother North" para la cual se grabó un videoclip, que aparece en la película americana Spun.

## Lista de canciones
1. "The Dawn of a New Age" – 7:28
2. "Forhekset" – 4:32
3. "Mother North" – 6:26
4. "Du Som Hater Gud" – 4:21
5. "Immortality Passion" – 8:23
6. "Nemesis Divina" – 6:55
7. "Transcendental Requiem Of Slaves" – 4:44

## Créditos
- Satyr - Guitarra, bajo, teclado, voz
- Frost - Batería
- Kveldulv - Guitarra
- Nebelhexë - Narración en "The Dawn Of A New Age"
- Fenriz - Letra de "Du Som Hater Gud"
- Bratland -Sintetizador y pianista de sesión